# Nour Salameh
Nour Salameh (Homs, 1982) és una activista pels drets humans, doctora en Història per la Universitat Rovira i Virgili i membre de la Càtedra UNESCO de Diàleg Intercultural a la Mediterrània (UNESCOMED). Durant els darrers anys ha col·laborat amb diverses institucions, ONG i altres organitzacions en zones de conflicte. Viu a Torredembarra.
Actualment treballa al Programa d'Igualtat i Gènere de l'Institut Europeu de la Mediterrània (IEMed) proporcionant assistència tècnica a la Fundació de Dones de l'Euromediterrània i ensenya al Màster d'Estudis Àrabs Contemporanis de la Universitat Autònoma de Barcelona. Abans de la Guerra Civil siriana, era redactora de notícies i traductora a la Ràdio de Damasc i a l'Agència Àrab Siriana de Notícies.